# 雅雷德·佩恩
雅雷德·佩恩（英語：Jared Payne；1985年10月13日—）是一位愛爾蘭橄欖球運動員。他是愛爾蘭國家橄欖球隊的一員，代表愛爾蘭參加了2015年橄欖球六國賽。